# Egyetemes Regénytár

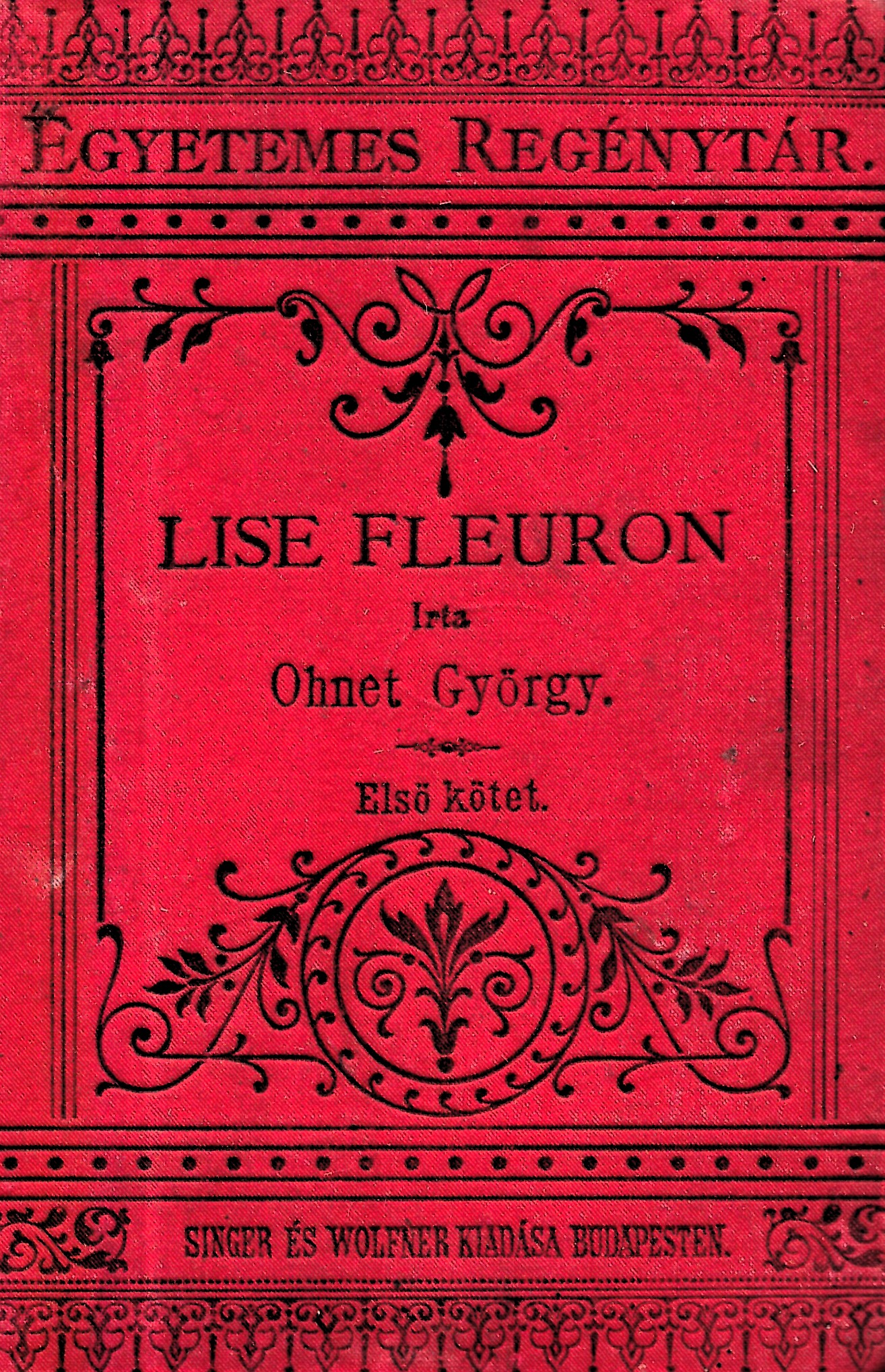
Ohnet György: Lise Fleuron

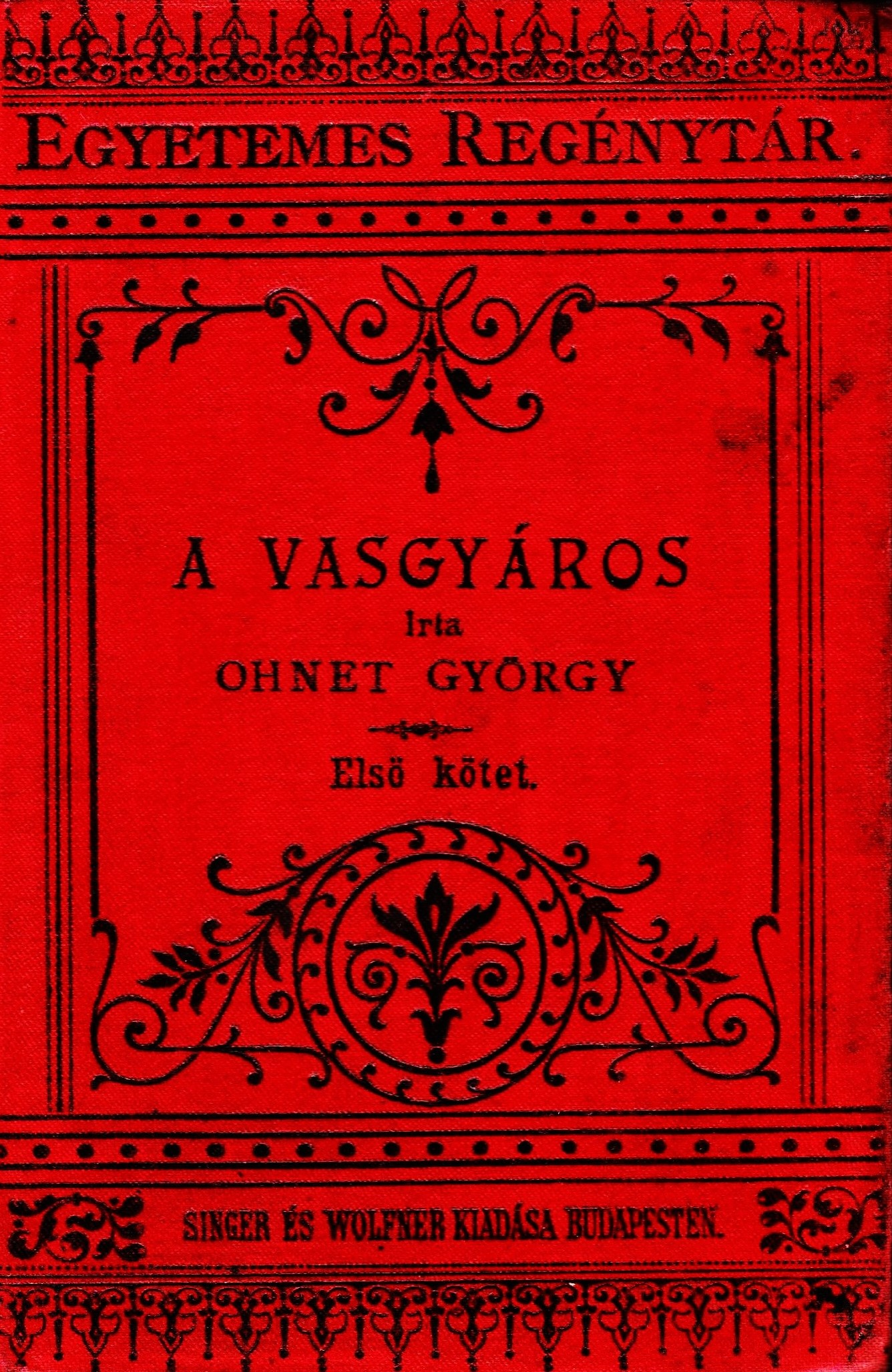
Ohnet György: A vasgyáros

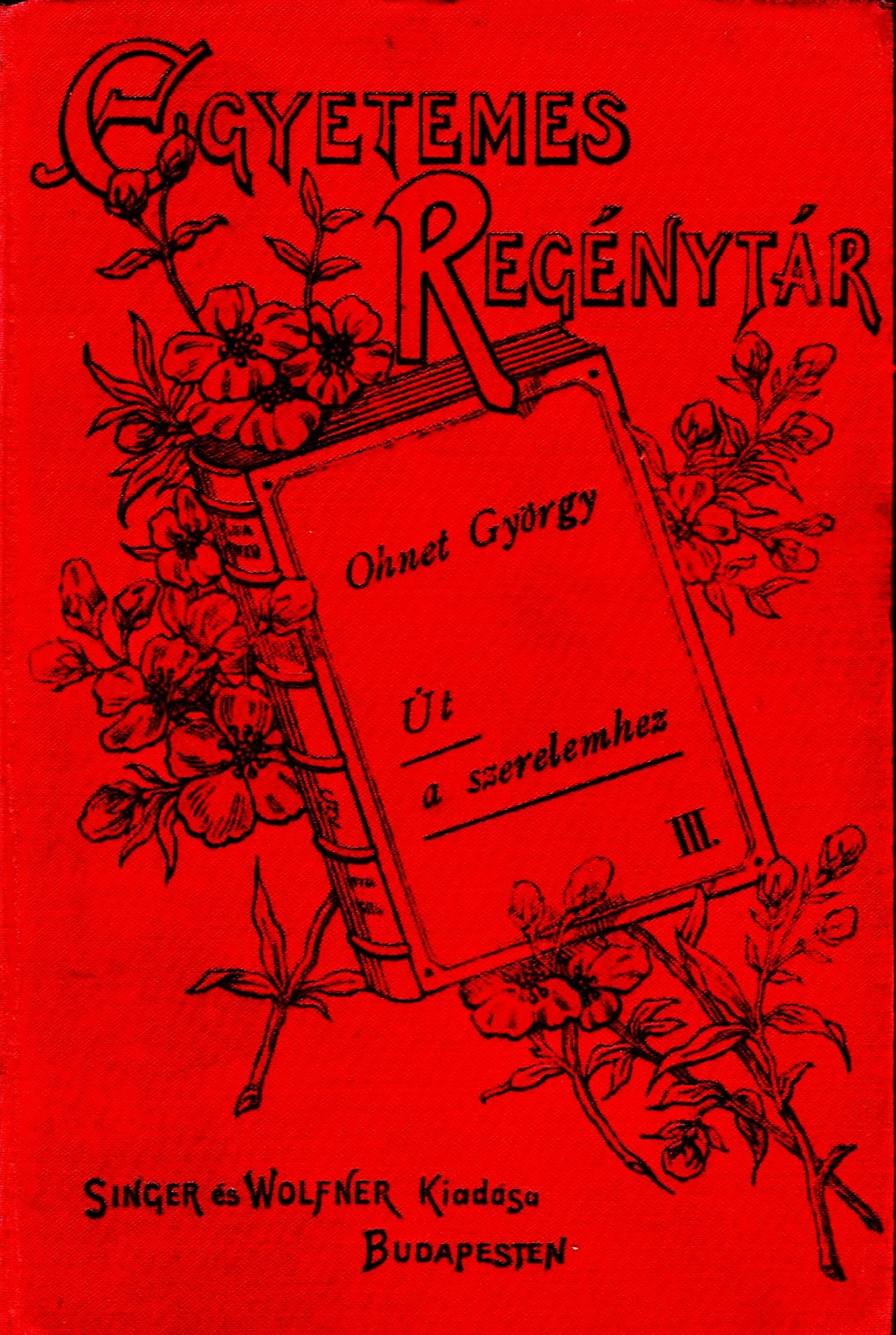
Ohnet György: Út a szerelemhez

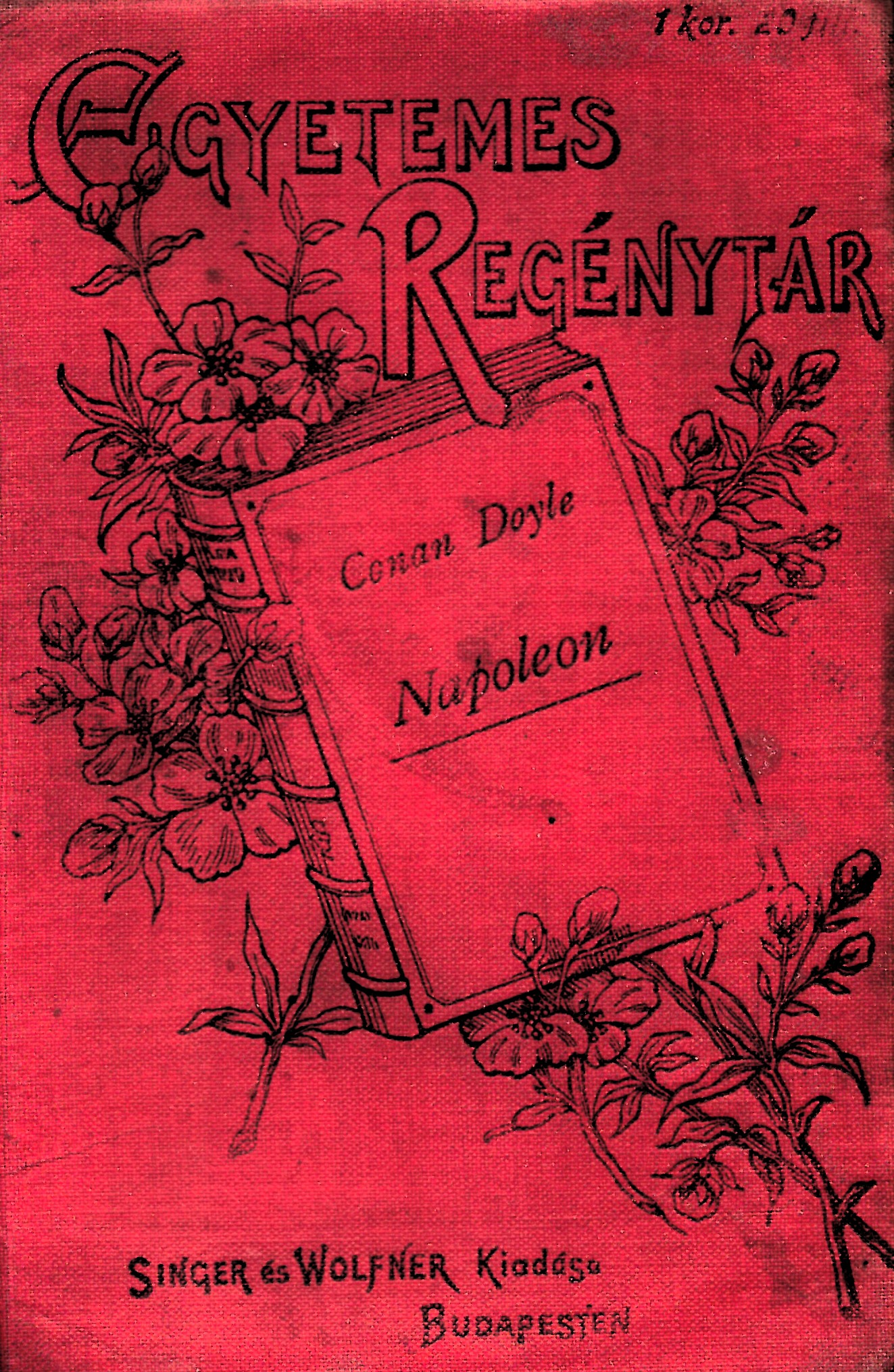
Conan Doyle: Napoleon

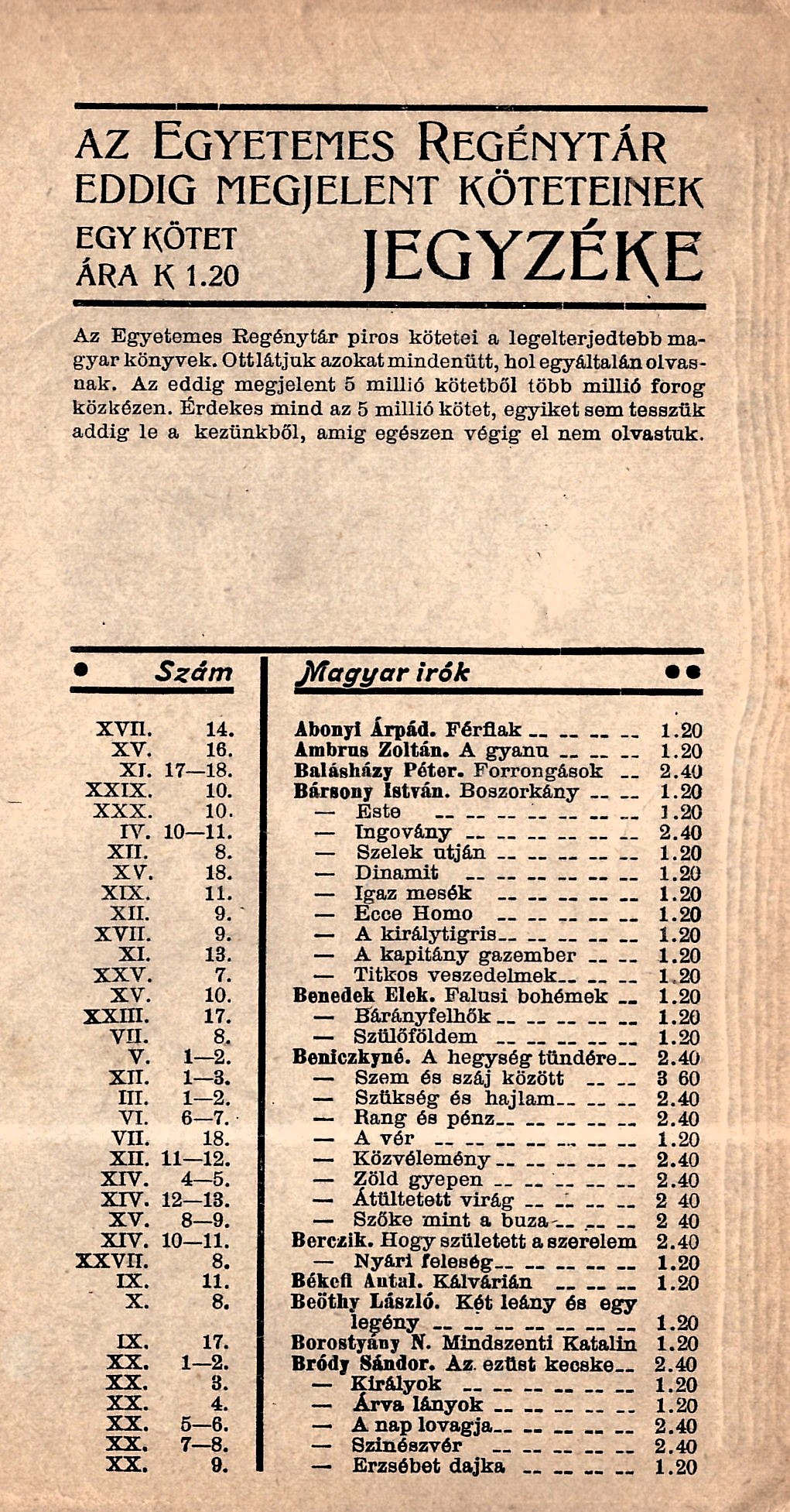
Az Egyetemes regénytár korabeli jegyzéke

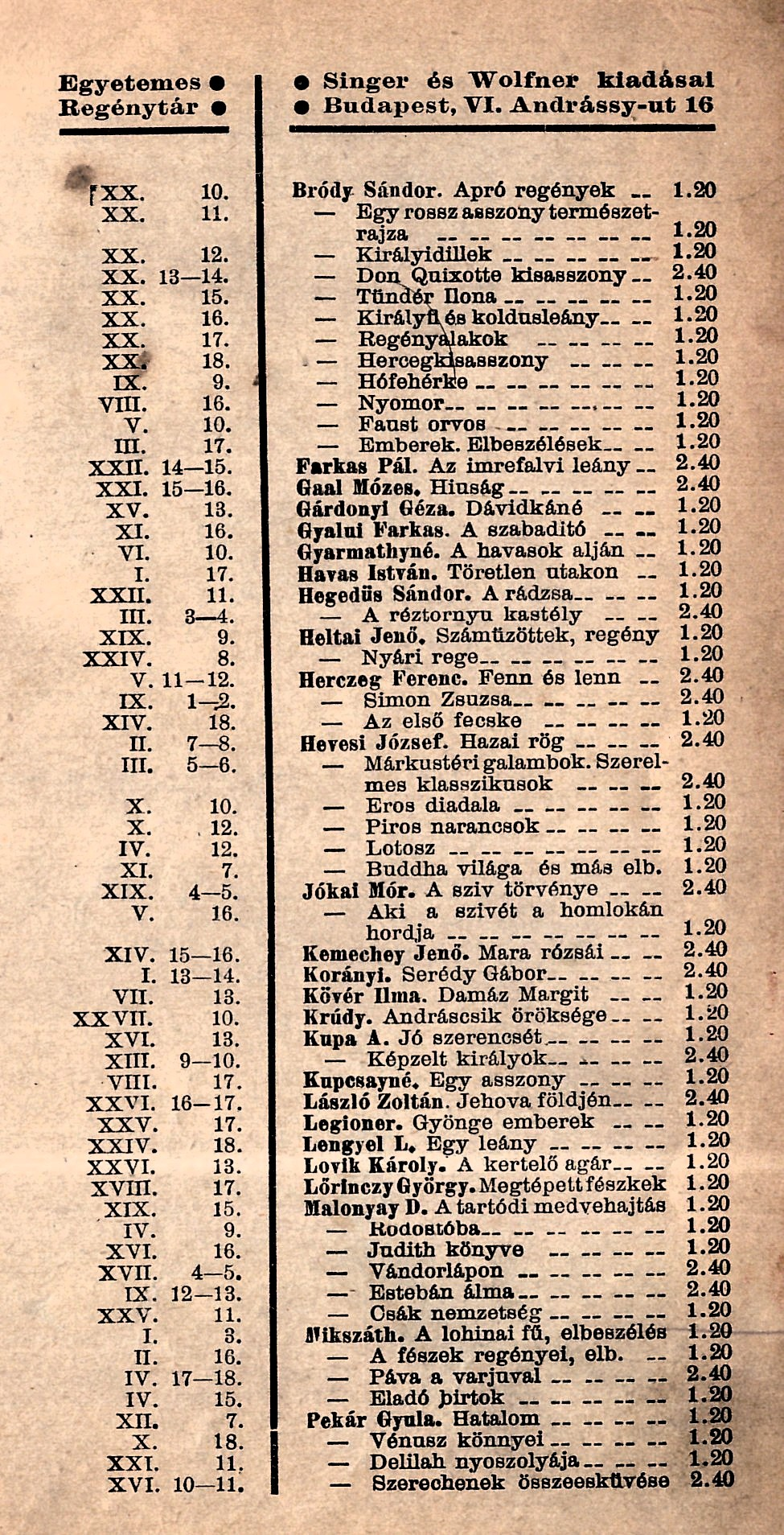
Az Egyetemes regénytár korabeli jegyzéke

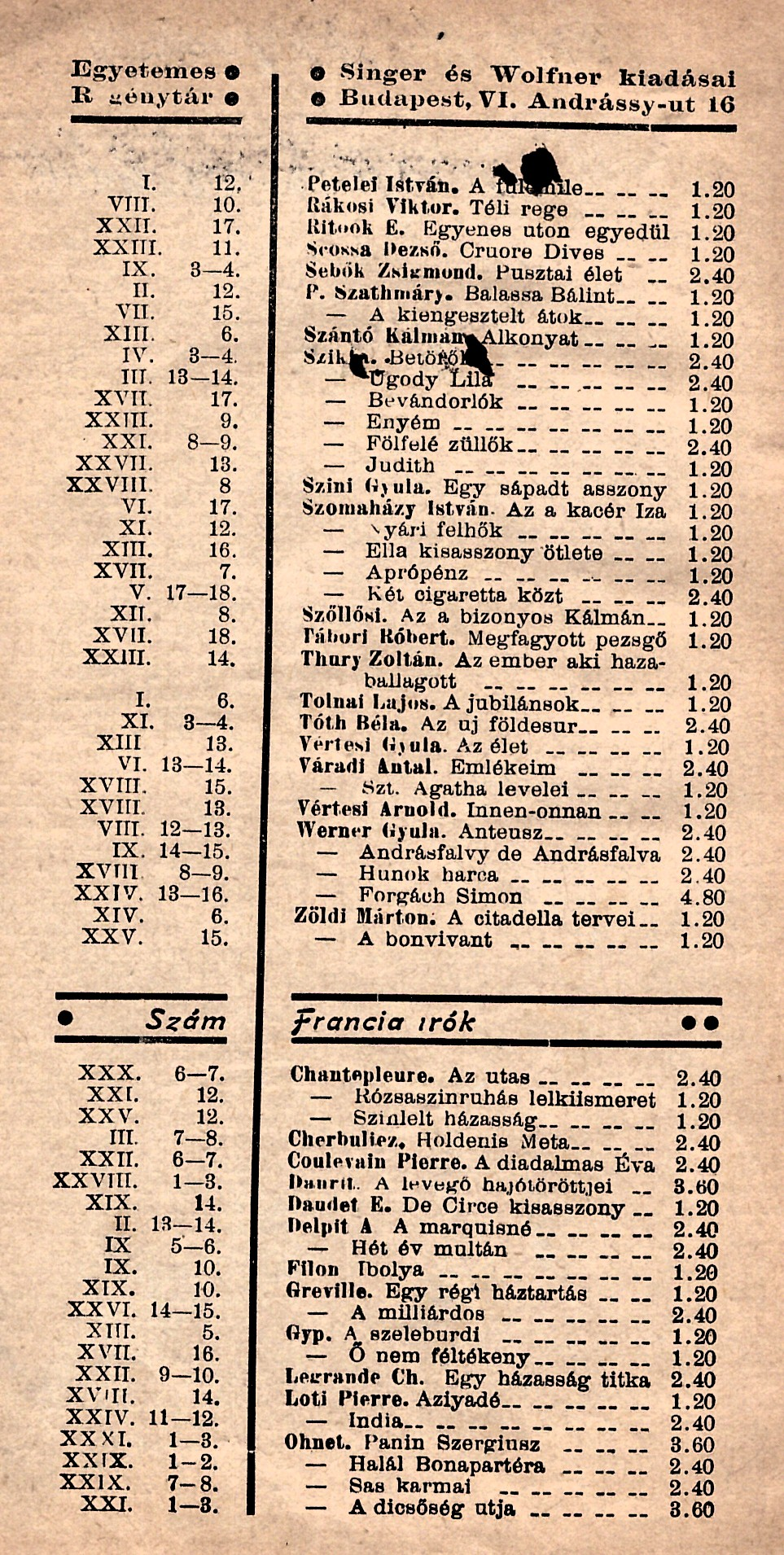
Az Egyetemes regénytár korabeli jegyzéke

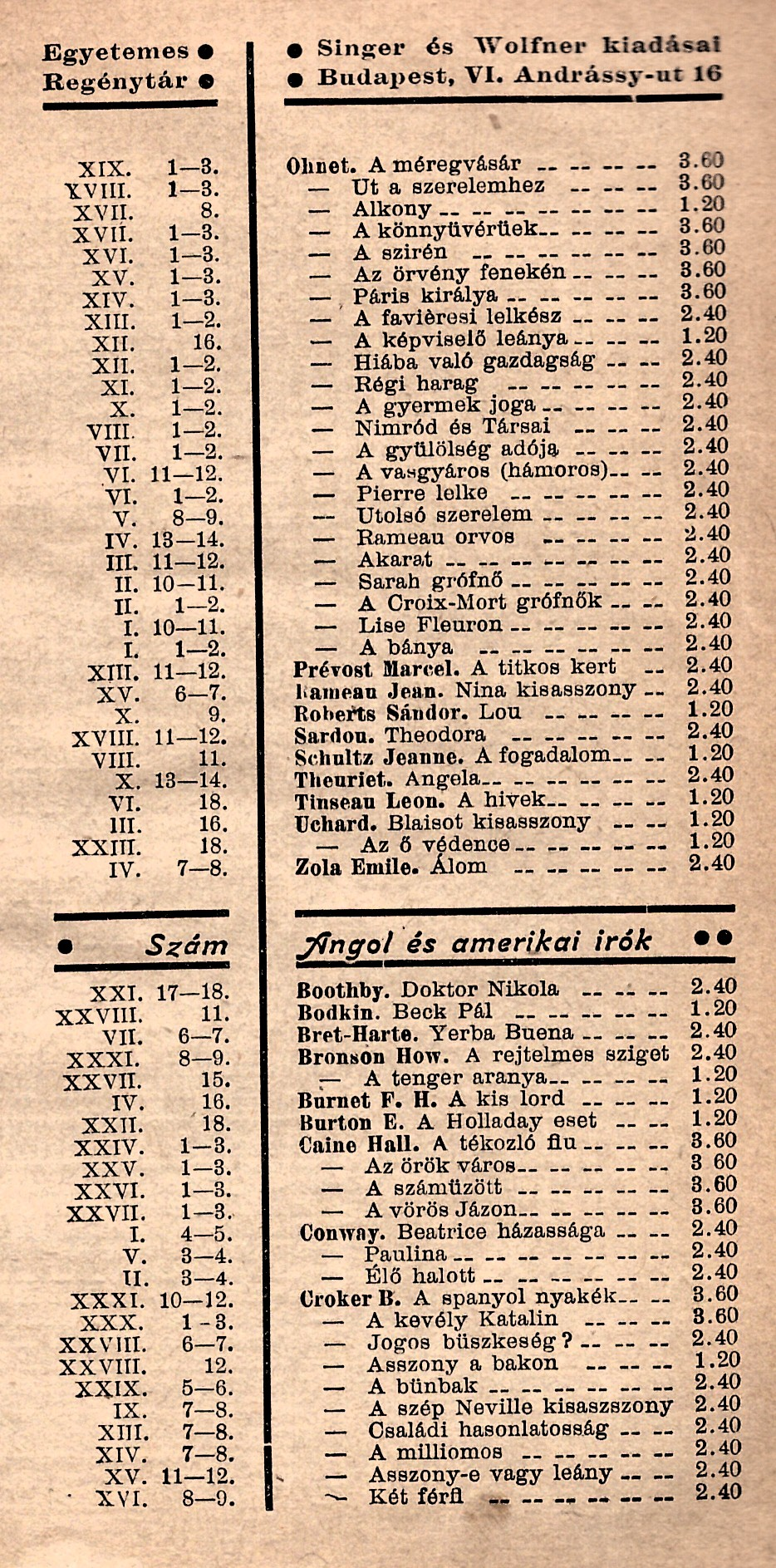
Az Egyetemes regénytár korabeli jegyzéke

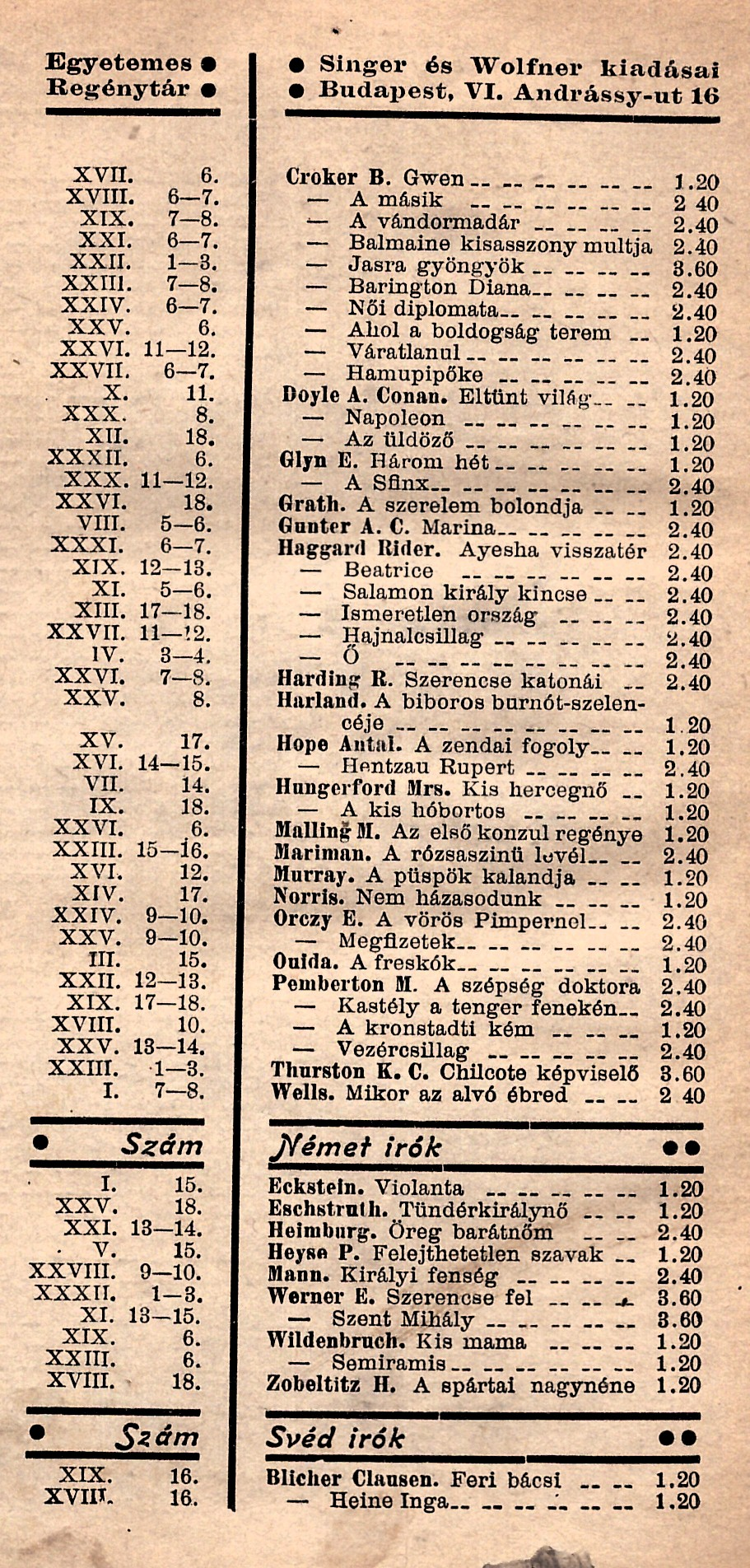
Az Egyetemes regénytár korabeli jegyzéke

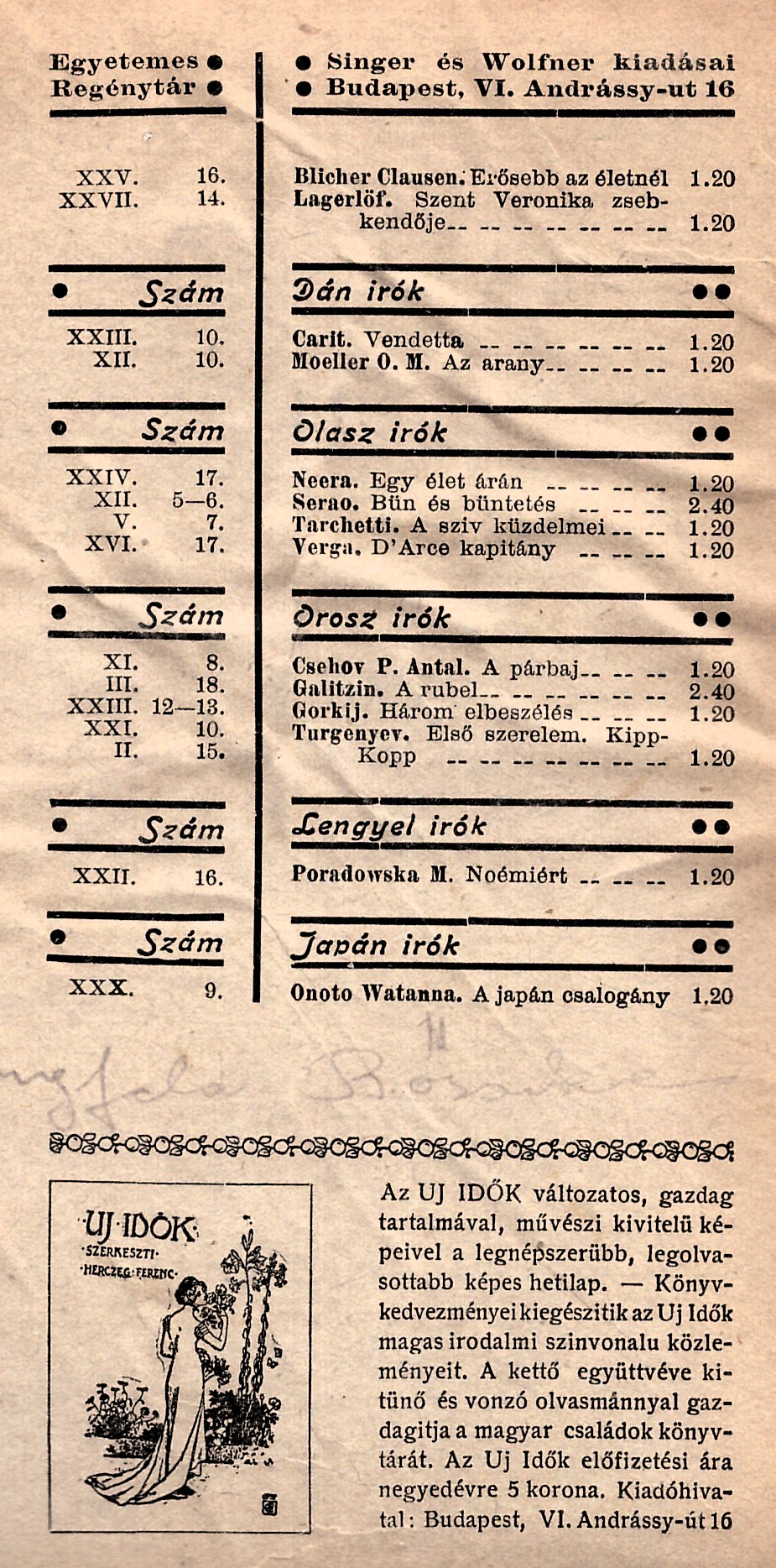
Az Egyetemes regénytár korabeli jegyzéke

Az Egyetemes regénytár egy 1885–1931 között megjelent magyar nyelvű szépirodalmi könyvsorozat.

## Története
A sorozatot megjelentető Singer és Wolfner kiadót a német Engelhorn’ allgemeine Roman-Bibliothek példája vezette; célja azt volt, hogy a magyar olvasóközönséget szórakoztató olvasnivalóval lássa el. A kötetek példányszáma egyes kiadványoknál húszezerig terjedt. A sorozatban ismert külföldi szerzők és többnyire jobb nevű magyar írók művei jelentek meg. Némely fordítás igen gyenge színvonalú volt.
A kiadó 1889-ben pályázatot írt ki a sorozat számára írandó regényeknek; Herczeg Ferenc erre a pályázatra írta első művét. Egyes vidéki kaszinók könyvtárában egyedül ez a sorozat képviselte a kortárs irodalmat. Márai Sándor Egy polgár vallomásai című művében ekképpen említi a sorozatot: „Anyám «könyvtára» már inkább csak dísztárgy volt, a szalon berendezésének egyik kelléke s emlék a múltból; a mahagoni-szekrény ajtaját ritkán nyitogatták. Vagy három tucat vörös vászonba kötött «Egyetemes regénytár» adta ki a zömét anyám könyveinek: s aztán nagy csapat német regény.”
A sorozat népszerűségére jellemző, hogy a korszak hírhedt szélhámosa, Strasznof Ignác, álnéven megrendelte a kiadótól a sorozat 224 kötetét részletfizetésre, majd a köteteket saját hasznára értékesítette.
A kötetek kétfajta piros vászonborítóval (ld. képeket) jelentek meg. Létezett egy ritkább, harmadik fajta piros papír borítós változat is.

## Köteteinek listája
A sorozat kötetei a következők voltak:

### I. évfolyam
- 1. 2. Ohnet György. A bánya. Regény. Francziából ford. Fái J. Béla. 2 köt. (173, 167 l.)
- 3. Mikszáth Kálmán. A lohinai fü. Elbeszélés. – Welten Oszkár. Egy éjszakára bezárva. Vig beszély. Németből ford. (158 l.)
- 4. 5. Concrai Hugh. Beatrice házassága. I.–II. rész. (158, 159 l.)
- 6. Tolnai Lajos. A jubilánsok. (155 l.)
- 7. 8. köt. Du Boisgobey Fortuné. A kék fátyol. Regény. 2 kötet. 8159, 158 lap.) 1886.
- 9. köt. Feuillet Octáv. A halott. Regény. (159 l.) 1886.
- 10. 11. köt. Ohnet György. Lise Fleuron. Regény. 2 rész. (159, 159 l.) 1886.
- 12. köt. Petelei István. A fülemile. – Peyrebrune George. Az arany hajtű. (152 l.) 1886.
- 13. 14. köt. Collins Wolkie. Nem! Regény 2 kötetben. (146, 152 l.) 1886.
- 15. köt. Eckstein Ernő. Violanta. Regény. Fordította Fái J. Béla. (158 l.) 1886.
- 16. köt. Beniczkyné Bajza Lenke. Saját kezébe. Regény. (158 l.) 1886.
- 17. köt. Gonzales Manuel Fernandez. Egy csontváz elbeszélése. Regény. Ford. Péterffy István. (155 l.) 1886.
- 18. köt. Hamilton Aïdé. Az úri körökben. Regény. Angolból fordította Fái J. Béla. (148 l.) 1886.

### II. évfolyam
- 1. 2. köt. Ohnet György. A Croix-Mort grófnők. Regény. 2 kötet. – A hattyú-dal. Elbeszélés. (160, 158 l.) 1886.
- 3. 4. köt. Conway Hugh. Élő halott. 2 kötet. (159, 159 l.) 1886.
- 5. köt. Margitay Dezső. Megölt lelkek. Regény. (182 l.) 1886.
- 6. köt. Feuillet Octáv. Az özvegy. Az utazó. Fordította Fái J. Béla. – Feuillet jellemzése Bródy Sándortól. (160 l.) 1886.
- 7. 8. köt. Abonyi Lajos. Magduska öröksége. Regény. 2 kötet. (160, 146 l.) 1886.
- 9. köt. Lindau Pál. Jung Helén. Elbeszélés. Fordította és bevezetéssel ellátta Tábori Róbert. (160 l.) 1887.
- 10. 11. köt. Ohnet György. Sarah grófnő. regény. Fordította Sziklay János. 2 kötet. (160, 160 l.) 1887.
- 12. köt. P. Szathmáry Károly. Balassa Bálint. Történeti regény egy kötetben. (176 l.)1887.
- 13. 14. köt. Delpit Albert. A marçuisné. Regény. Fordította Fái J. Béla. 2 kötet. (160, 150 l.) 1887.
- 15. köt. Turgenyev Iván Első szerelem. – Kip-Kopp. 8158 l.)1887.
- 16. köt. Mikszáth Kálmán. A fészek regényei. Elbeszélések. (166 l.) 1887.
- 17. 18. köt. Dito és Idem. Tábori posta. Fordította Fái J. Béla. 2 kötet. (176, 155 l.) 1888.

### III. évfolyam
- 1. 2. köt. Beniczkyné Bajza Lenke. Ő az! Regény 2 kötetben. (155, 171 l.) 1887.
- 3. 4. köt. Delpit E. A hitetlen. Regény 2 rész. Fordította Fái J. Béla. (160, ? l.) 1887.
- 5. 6 köt. Almanach az 1888. évre. Szerkeszti Mikszáth Kálmán. (224 l.) 1888.
- 7. 8. köt. Cserbuliez Viktor. Holdenis Meta. Regény. Fordította Ambrus Zoltán. 2 kötet. (151, 154 l.) 1888.
- 9. köt. Kazár Emil. Lég és föld. Kitörölt évek. Két elbeszélés. (165 l.) 1888.
- 10. köt. Groller Balduin. A tábornok úr fia. A nevelőnő. Két elbeszélés. Fordította Kaposi Béla. (159 l.) 1888.
- 11. 12. köt. Ohnet György. Akarat. Regény. Fordította Tóth Béla. 2 kötet. (170, 149 l.) 1888.
- 13. 14. kötet. Szathmáry Károly. A legszebb hercegnő. Mária Terézia korából. 2 kötet. (151, 149 l.) 1888.
- 15. köt. Ouida. A freskók. Fordította Fái J. Béla. (158 l.) 1888.
- 16. köt. Uchard Mario. Blairt kisasszony. Regény. (176 l.) 1888.
- 17. köt. Bródy Sándor. Emberek. Elbeszélések. (164 l.) 1888.
- 18. köt. Dosztojevszky Tivadar. Fehér éjszakák. Regény. (164 l.) 1888.

### IV. évfolyam
- 1. 2. köt. Csiky Gergely. Az elvált asszony. Regény. 2 kötet. (150, 138 l.)
- 3. 4. köt. Haggard Rider Ő. Regény. Fordította Csepreghyné Rákosi Ida. 2 kötet. (157, 158 l.)1888.
- 5. 6. köt. Mikszáth K. Almanach az 1889. évre. (242 l.) 1888.
- 7. 8. köt. Zala Emil. Álom. Regény. Fordította Fái J. Béla. 2 rész. (160, 151 l.) 1888.
- 9–11. köt. Werner E. Szent-Mihály. Regény. 3 kötet. (157, 149, 147 l.) 1889.
- 12. köt. Abonyi Lajos. »A pénzes molnár románca«. Regény. (150 l.) 1889.
- 13. 14. köt. Ohnet Georges. Rameau orvos. Regény. 2 rész. (160, 150 l.) 1889.
- 15. köt. Kazár Emil. A szivárvány. Elbeszélés. (163 l.) 1889.
- 16. köt. Burnett E. H. A kis lord. (151 l.) 1889.
- 17. 18. köt. Letneff P. Anjuta. Regény. 2 rész. (52, 146 l.) 1889.

### V. évfolyam
- 1. 2. köt. Beniczkyné Bajza Lenke. A hegység tündére. Regény. 2 kötet. (151, 208 l.)1889.
- 3. 4. köt. Conway Hugh. Paulina. (Called Back.) Regény. Fordította Fay Béla. 2 rész. (149, 136 l.) 1889.
- 5. 6. köt. Almanach az 1890. évre. Szerkeszti Mikszáth Kálmán. (260 l.) 1889.
- 7. köt. Tarchetti Hugó. A szív küzdelmei. Regény. Olaszból fordította Gauss Viktor. (187 l.)1889.
- 8. 9. köt. Ohnet György. Utolsó szerelem. Franciából fordította Tóth Béla. 2. kötet. (151, 140 l.) 1889.
- 10. köt. Bródy Sándor. Faust orvos. (168 l.)1890.
- 11. 12. köt. Herczegh Ferenc. Fenn és lenn. Regény két kötetben. (152, 158 l.) 1890..
- 13. 14. köt. Dauder Ernő Az elitélt leánya. Regény. Fordította Szigethnyné Szalay Erzsi. 2 kötet. (166, 158 l.) 1890.
- 15. köt. Heyse Pál. Felejthetetlen szavak. Megosztott szív. Fordította Fái J. Béla. (163 l.) 1891.
- 16. köt. Jókai Mór. A ki a szívét a homlokán hordja. Rege, regény és való. (167 l.) 1886.
- 17. 18. köt. Cherbuliez Viktor. Miss Rovel. Regény. Fordította Ambrus Zoltán. 2 kötet. (167, 157 l.) 1890.

### VI. évfolyam
- 1. 2. köt. Ohnet György. A Pierre lelke. Regény. Fordította Fái Béla. 2 kötet. (152, 150 l.) 1890.
- 3. 4. köt. Mikszáth Kálmán. Almanach az 1891. évre. (257 l.)1890.
- 5. köt. Kelemen John. Curly. Egy színész története. Angolból fordította Szigethyné Szalay Erzsi. (158 l.) 1890.
- 6. 7. köt. Beniczkyné Bajza Lenke. Rang és pénz. Regény két kötetben. (174, 186 l.) 1891.
- 8. 9. köt. Feuillet Oktáv. Művész becsület. Regény., franciából fordította Tóth Béla. 2 kötet. (144, 145 l.) 1891.
- 10. köt. Gyarmathy Zsigáné. A havasok alján. Elbeszélések a kalotaszegi nép életből. József főherceg előszavával és néhány szó Mikszáth Kálmántól. (154 l.) 1891.
- 11. 12. köt. Ohnet György. A vasgyáros. Fordította Fái J. Béla. 2 kötet. (164, 154 l.) 1891.
- 13. 14. köt. Serao Matild. Isten hozzád szerelem! Regény. Olaszból fordította Tóth Béla. 2 kötet. (159, 146 l.) 1891.
- 15. 16. köt. Mudrony Soma. Ildeiné leánya. Regény. 2 kötet. (167, 163 l.) 1891.
- 17. köt. Lindau Pál. Lázban. Regény. Németből fordította Tábori Róbert. (154 l.) 1891.
- 18. köt. Tinseau Leon. A hívek. Regény. Fordította Fái J. Béla. (183 l.) 1891.

### VII. évfolyam
- 1. 2. köt. Ohnet György. A gyűlöltség adója. Regény. Franciából fordította Tóth Béla. 2 kötet. (138, 168 l.) 1891.
- 3. 4. köt. Mikszáth Kálmán. Almanach az 1892. évre. (8-r. 249 l.) 1891.
- 5. köt. Verga Gy. Egy apáca története. Olaszból fordította Zigány Árpád. (156 l.)1891.
- 6. 7. köt. Bret-Harte.Yerba Buenea. (A Ward of the Golden Gate.) Regény. 2 kötet. Fordította Fái J. Béla. (153, 188 l.) 1891.
- 8. köt. Váradi Antal. Elmult évekből. Elbeszélések. (163 l.) 1892.
- 9. 10. köt. Theuriet André. Veszedelmes bűbáj. Regény. Franciából fordította Tóth Béla. 2 kötet. (165, 134 l.) 1892.
- 11. 12. köt. Sudermann H. A kegyenc. Regény. Fordította Tábori Róbertné. 2 kötet. (149, 136 l.) 1892.
- 13. köt. Beniczkyné Bajza Lenke.A vér. Regény. (168 l.) 1892.
- 14. köt. Hungerford Mrs. Kis hercegnő. Regény. Fordította Fái J. Béla. 8185 l.) 1892.
- 15. köt. P. Szathmáry Károly. A kiengesztelt átok. Regény. (154 l.) 1892.
- 16. 17. köt. Tinseau Léon. A tilalom. Regény. Franciából fordította Fái J. Béla. 2 kötet. (146, 153 l.) 1892.
- 18. köt. Kövér Ilona. Damáz Margit. Regény. Előszóval Jókai Mórtól. (170 l.) 1892.

### VIII. évfolyam
- 1. 2. köt. Ohnet György. Nimród és társai. Regény. Franciából fordította Tóth Béla. 2 köt. (156, 167 l.) 1892.
- 3. 4. köt. Mikszáth Kálmán. Almanach az 1893-ik évre. (250 l.) 1892.
- 5. 6. köt. Clavering Gunther Archibald. Marina. (Mr. Barnes of New-York.) angol regény. Fordította Szigethyné Szalay Erzsi. 2 kötet. (181, 181 l.) 1892.
- 7. 8. köt. Tábori Róbert. Nagy játék. Regény. 2 kötet. (144, 137 l.) 1893.
- 9. köt. Savage Richard Henry. Hivatalos feleség. Regény. (147 l.) 1893.
- 10. köt. Rákosi Viktor. Téli rege. Regény. (147 l.) 1893.
- 11. köt. Schultz Jeanne. A fogadalom. Francia regény. (196 l.) 1893.
- 12. 13. köt. Werner Gyula. Anteusz. Regény. 2 kötet. (151, 153 l.) 1893.
- 14. 15. köt. Reade Charles. Titok. Regény két kötetben. Fordította Tábori Róbert. (188, 183 l.) 1893.
- 16. köt. Bródy Sándor. Nyomor. (162 l.) 1893.
- 17. köt. Corperus Louis. Végzet. Fordította Ignotus. (157 l.)
- 18. köt. Farina Salvatore. Vénusz. Regény. (175 l.) 1893.

### IX. évfolyam
- 1. 2. köt. Herczeg Ferenc. Simon Zsuzsa. Regény. 2 kötet. 8157, 139 l.) 1893.
- 3. 4. köt. Mikszáth Kálmán. Almanach az 1894. évre. (237 l.) 1893.
- 5. 6. köt. Delpit Albert. Hét év multán. Regény. Fordította Szigethyné Szalay Erzsi. 2 kötet. (158, 148 l.) 1893.
- 7. 8. köt. Croker B. M. A szép Neville kisasszony. Regény. Fordította Cserhalmi H. Irén. 2 kötet. (100, 192 l.) 1894.
- 9. köt. Bródy Sándor. Hófehérke. Regény. (137 l.) 1894.
- 10. köt. Filon Ágost. Ibolya. Regény. Fordította Fái J. Béla. (197 l.) 1894.
- 11. köt. Békefi Antal. A kalvárián. (163 l.) 1894.
- 12. 13. köt. Tinseau Leon. Göröngyös utakon. Regény. Fordította Fái J. Béla. 2 kötet. (159, 146 l.) 1894.
- 14. 15. köt. Werner Gyula. Andrásfalvy de Andrásfalva. Regény. 2 kötet. (159, 149 l.) 1894.
- 16. köt. Mercedes Noemi. Regény. Olaszból fordította Gauss Viktor. (174 l.) 1894.
- 17. köt. Borostyány Nándor. Mindsszenti Katalin. Regény. (136 l.) 1894.
- 18. köt. Hungerford Mrs. A kis hóbortos. Regény. Fordította Szigethyné Szalay Erzsi. (146 l.) 1894.

### X. évfolyam
- 1. köt. Ohnet György. A gyermek joga. Regény. Franciából fordította Tóth Béla. I. kötet. (167 l.) 1894.
- 2. köt. U. a. 2. köt. (128 l.) – Tinseau Leon. Az alkalom. (30 l.) 1894.
- 3. 4. köt. Mikszáth Kálmán. Almanach az 1895. évre. (XX és 238 l.) 1894.
- 5–7. köt. Alexander Mrs. Sibilla. Regény. Fordította Csepreghy Ferencné. 3 kötet. (160, 167, 142 l.) 1894.
- 8. köt. Beöthy László. Két leány és egy legény. Regény. (162 l.) 1895.
- 9. köt. Roberts Sándor. Lou. Regény. Fordította Tábori Róbert. (168 l.) 1895.
- 10. köt. Tutsek Anna. Viola története. (160 l.) 1895.
- 11. köt. Doyle A. Conan. A nábob kincse. Regény. Fordította Fái J. Béla. (161 l.) 1895.
- 12. köt. Gyarmathy Zsigáné. Asszonyokról asszonyoknak. Elbeszélések. (160 l.) 1895.
- 13. 14. köt.Theuriet A. Angéla. Regény. Fordította Virág Gyula. 2 kötet. (152, 143 l.) 1895.
- 15. 16. köt. Kupa Árpád. Napszámosok. Regény. 2 kötet. (155, 148 l.) 1895.
- 17. köt. Lara Contessa. A komidéásné. Regény. Olaszból fordította GaussViktor. (160 l.) 1895.
- 18. köt. Pekár Gyula. Lavina. Regény. (141 l.)1895.

### XI. évfolyam
- 1. 2. köt. Ohnet György. Régi harag. Regény. Fordította Fái J. Béla. 2 kötet. (162, 149 l.) 1895.
- 3. 4. köt. Mikszáth Kálmán. Almanach az 1896. évre. (244 l.) 1895.
- 5. 6. köt. Haggard Rider. Salamon király kincse. Fordította Fái J. Béla. 2 kötet. (152, 150 l.) 1896.
- 7. köt. Herman Ottóné. Knopfmacher. Regény. (168 l.) 1896.
- 8. köt. Csehov P. Antal. A párbaj. Regény. Oroszból fordította Szabó Endre. (149 l.)1896.
- 9. köt. Tábori Róbert. Korhadt oszlopok. Regény. (192 l.) 1896.
- 10. 11. köt. Cherbuliez Viktor. A csókás-tanya. Regény. Franciából fordította K. Karlowszky Endre. 2 kötet. (154, 192 l.) 1896.
- 12. köt. Szomaházy István. Nyári felhők. Tizenöt elbeszélés. (158 l.) 1896.
- 13. köt. Rovetta Gerolamo. Az első kedves. Regény. Fordította Tábori Róbert. (165 l.) 1896.
- 14. 15. köt. Brète Jean. Vadrózsa. Francia regény. Fordította Fái J. Béla. 2 kötet. (144, 160 l.) 1896.
- 16. köt. Gyalui Farkas. A szabaditó. Regény. (156 l.) 1896.
- 17. 18. köt. Warden Florence. A rejtélyes ház. Regény. Fordította Szigethyné Szalay Erzsike. 2 kötet. (162, 140 l.) 1896.

### XII. évfolyam
- 1. 2. köt. Ohnet György. Hiábavaló gazdaság. Regény. Fordította Fái J. Béla. 2 kötet. (150, 153 l.) 1896.
- 3. 4. köt. Mikszáth Kálmán. Almanach az 1897. évre. (280 l.) 1896.
- 5. 6. köt. Sarao Matild. Bűn és büntetés. Regény. Olaszból fordította Gauss Viktor. 2 kötet. (180, 179 l.) 1896.
- 7. köt. Pekár Gyula. Hatalom. Regény. (148 l.)1896.
- 8. köt. Zola Emil. Három elbeszélés. Fordította Tóth Béla. (155 l.) 1897.
- 9. köt. Bársony István. Ecce homo. Elbeszélések. (176 l.) 1897.
- 10. köt. Moeller M. Ottó. Az arany. Dán regény. (179 l.) 1897.
- 11. 12. köt. Beniczkyné Bajza Lenke. Közvélemény. Regény. 2 kötet. (152, 155 l.) 1897.
- 13. 14. köt. Gunter Archibald Clavering. Az amerikai. Regény. 2 kötet. (159, 171 l.) 1897.
- 15. köt. Kövér Ilma. Két világ közt. Regény. (175 l.) 1897.
- 16. köt. Ohnet György. A képviselő leánya. Regény. (181 l.) 1897.
- 17. köt. Gárdonyi Géza. Két menyasszony és más elbeszélések. (157 l.) 1897.
- 18. köt. Doyle Conan A. Az üldöző. Regény. Fordította Fái J. béla. (172 l.) 1897.

### XIII. évfolyam
- 1. 2. köt. Ohnet György. A faviéresi lelkész. Regény. 2 kötet. (156, 154 l.) 1897.
- 3. 4. köt. Mikszáth Kálmán. Almanach az 1898. évre. (274 l.) 1897.
- 5. köt. Gyp.A szeleburdi. Regény. (178 l.) 1897.
- 6. köt. Szántó Kálmán. Alkonyat. Regény. (170 l.) 1897.
- 7. 8. köt. Croker B. M. Családi hasonlatosság. Regény. 2 kötet. (173., 175 l.) 1897.
- 9. 10. köt. Kupa Árpád. Képzelt királyok. Történeti regény. 2 kötet. (163, 160 l.) 1898.
- 11. 12. köt. Prévost Marcel. A titkos kert. Regény. Fordította Hevesi Sándor. 2 kötet. (151, 158 l.) 1898.
- 13. köt. Thury Zoltán. Ulrich főhadnagy és egyéb történetek. (156 l.) 1898.
- 14. 15. köt. Rovetta Gerolame. Egy leány miatt. Regény. Olaszból fordította Gauss Viktor. 2 kötet. (152, 150 l.)1898
- 16. köt. Szomaházy István. Ella kisasszony ötlete és más elbeszélések. (154 l.) 1898.
- 17. 18. köt. Hargard Rider. Ismeretlen ország. Fordította Lándor Tivadar. 2 kötet. (155, 148 l. 1898.

### XIV. évfolyam
- 1–3. köt. Ohnet György. Páris királya. Fordította Lyka Károly. 3 kötet. (166, 144, 115 l.) 1898.
- 4. 5. köt. Mikszáth Kálmán. Almanach az 1899. évre. (260 l.) 1898.
- 6. köt. Tábori Róbert. A negyvenéves férfiú. Regény. (157 l.) 1898.
- 7. 8. köt. Croker M. B. A milliomos. Regény. Fordította Sajó Aladárné. 2 kötet. (174, 175 l.) 1898.
- 9. köt. Lengyel Laura. Balázs Klára. Regény. (158 l.) 1898.
- 10. 11. köt. Coppée François. A bűnös. Regény. 2 kötetben. Fordította Lyka Károly. (144, 163 l.) 1899.
- 12. 13. köt. Werner Gyula. Olga. Regény. 2 kötetben. (158, 139 l.)1899.
- 14. köt. Neera. Kerüld az asszonyt! Regény. Olaszból fordította Gauss Viktor. (155 l.) 1899.
- 15. 16. köt. Kemechey Jenő. Mara rózsái. Olaszból fordította Gauss Viktor. (155 l.) 1899.
- 17. köt. Norris W. E. Nem házasodunk. Regény. (150 l.) 1899.
- 18. köt. Herczeg Ferenc. Az első fecske és egyéb elbeszélések. (187 l.) 1899.

### XV. évfolyam
- 1–3. köt. Ohnet György. Az örvény fenekén. Regény. 3 kötetben. Fordította özv. Csepreghy Ferencné. (151, 176, 160 l.) 1899.
- 4. 5. köt. Mikszáth Kálmán. Almanach az 1900. évre. (271 l.) 1899.
- 6. 7. köt. Rameau Jean. Nina kisasszony. Francia regény 2 kötetben. Fordította Nyiri Klára. (150, 155 l.) 1899.
- 8. 9. köt. Alexander Mrs. Egy házasság története. Regény 2 kötetben. (166, 168 l. 1899.
- 10. köt. Benedek Elek. Falusi bohémek. (159 l.) 1900.
- 11. 12. köt. Croker M. B. Asszony-e vagy leány? Regény 2 kötetben. (169, 183 l.)1900.
- 13. köt. Gárdonyi Géza. A kékszemű Dávidkáné. Regény. (152 l.) 1900.
- 14. 15. köt. Sudermann Hermann. A róka-út. Regény 2 kötetben. Fordította Kálnoki Izidor. (167, 142 l.) 1900.
- 16. köt. Ambrus Zoltán. A gyanú és más elbeszélések. (164 l.) 1900.
- 17. köt. Hope Antony. A zendai fogoly. Angolból fordította Tutsek Anna. (139 l.) 1900.
- 18. köt. Bársony István. A kaméleon-leány és más elbeszélések. (161 l.) 1900.

### XVI. évfolyam
- 1. 2. köt. Ohnet György. A szirén. Regény. Fordította Zigány Árpád. 2 kötet. (155, 216 l.)
- 3. 4. köt. Mikszáth Kálmán. Almanach az 1901. évre. (286 l.) 1900.
- 6. köt. Broughton Rhoda. Olyan, mint a virág. Regény 1 kötetben. Angolból fordította Hortoványi Blanka. (179 l.) 1901. 1.–
- 8–9. köt. Croker B. M. Két férfi. Regény. Angolból fordította Révész Paula. 2 kötet. (168, 175 l.) 1901. 2.–
- 10–11. köt. Pekár Gyula. Livio főhadnagy. Regény. 2 kötet. (131, 157 l.) 1901. 2.–
- 12. köt. Murray D. Ch. A püspök kalandja. Fordította Tutsek Anna. (140 l.) 1901. 1.–
- 13. köt. Kupa Árpád. Jó szerencsét. (147 l.) 1901. 1.–
- 14–15. köt. Hope Antony. Hentzau Rupert. Regény. Fordította Révész Paula. 2 kötet. (156, 166 l.) 1901. 2.–
- 16. köt. Malonyai Dezső. Judith könyve. Elbeszélések. (165 l.) 1901. 1.–
- 17. köt. Verga Giovanni. D’Arce kapitány emlékei. Regény. Olaszból fordította Gauss Viktor. (164 l.) 1901. 1.–
- 18. köt. Bársony István. Keresd az asszonyt. Elbeszélések. (159 l.) 1901. 1.–

### XVII. évfolyam
- 1–3. köt. Ohnet György. A könnyűvérüek. Regény. Fordította Zempléni P. Gyula. 3 kötet. (143, 150, 123 l.) 1901. 3.–
- 4–5. köt. Almanach az 1902. évre. Szerkeszti Mikszáth Kálmán. (281 l.) 1901. 2.–
- 6. köt. Croker B. M. Gven. Angol regény. (144 l.) 1901. 1.–
- 7. köt. Szomaházy István. Aprópénz. Elbeszélések. (159 l.) 1902. 1.–
- 8. köt. Ohnet György. Alkony. Regény. Fordította Novelly Riza. (144 l.) 1902. 1.–
- 9. köt. Bársony István. A királytigris. Regény. (158 l.) 1902. 1.–
- 10–11. köt. Werner E. A becsület útja. 2 kötet. (152, 143 l.) 1902. 2.–
- 12–13. köt. France Anatole. A vörös liliom. Regény. Fordította Molnár Márton. 2 kötet. (151, 168 l.) 1902. 2.–
- 15. köt. Lengyel Laura. Dénes Olga házassága. Regény. (157 l.) 1902. 1.–
- 16. köt. Gyp. Ő nem féltékeny. Regény. Fordította Gauss Viktor. (141 l.) 1902. 1.–
- 17. köt. Szikra. A bevándorlók. (153 l.) 1902. 1.–
- 18. köt. Tábori Róbert. Megfagyott pezsgő. Regény. (152 l.) 1902. 1.–

### XVIII. évfolyam
- 1–3. köt. Ohnet György. Út a szerelemhez. Regény 3 kötetben. Fordította Novelly R. (156, 141, 159 l.) 1902. 3.–
- 4–5. kötet. Almanach az 1903. évre. Szerkeszti Mikszáth Kálmán. (251 l.) 1902. 2.
- 6–7. köt. Croker B. M. A másik. Regény 2 kötetben. Fordította Novelly R. (164, 176 l.) 1902. 2.–
- 8–9.- köt. Werner Gyula. Húnok harca. Regény Ferenc király korából. 2 kötet. 1903. 2.–
- 10. köt. Pemberton M. A kronstadti kém. Regény. Fordította Győry Ilona. (143 l.) 1903. 1.–
- 11–12. köt. Sardou és Botzarés. Théodora. Történeti regény. Fordította Novelly Riza. 2. kötet. (142, 144 l.) 1903. 2.–
- 13. köt. Vértesi Arnold. Inne-onnan. 16 elbeszélés. (157 l.) 1903. 1.–
- 14. köt. Loti Pierre. Aziyade. Levelek és töredékek egy angol tengerésztiszt naplójából. Franciából fordította Novelly R. 1903. 1.–
- 15. köt. Váradi Antal. Szent Agata levelei. (157 l.) 1903. 1.–
- 16. köt. Clausen-Blicher. Heine Inga. Regény. Fordította Tutsek Anna. (139 l.) 1903. 1.–
- 17. köt. Lőrinczy György. Megtépett fészkek. (165 l.) 1903. 1.–
- 18. köt. Zobeltitz Hans von. A spártai nagynéne. Fordította Boros Gábor. (165 l.) 1903. 1.–

### XIX. évfolyam
- 1–3. köt. Ohnet György. A méregvásár. Regény 3 kötetben. Fordította Zadányi Henrik. (160, 143, 157 l.) 1903. 3.–
- 4–5. köt. Almanach az 1904. szökőévre. Szerkeszti Mikszáth Kálmán. (254 l.) 1903. 2.–
- 6. köt. Wildenbruch Ernst. Kis mama. Regény. Fordította Isaák Márta. (151 l.) 1903. 1.–
- 7–8.- köt. Croker M. B. A vándormadár. Regény 2 kötetben. Fordította Novelly R. (171, 167 l.) 1904. 2.–
- 9. köt. Heltai Jenő. A számüzöttek. (168 l.) 1904. 1.–
- 10. köt. Gréville Henry. Egy régi háztartás. Regény. Fordította Novelly R. (160 l.) 1904. 1.–
- 11. köt. Bársony István. Igaz mesék. (159 l.) 1904. 1.–
- 12–13. köt. Haggard Rider. Beatrice. Regény 2 kötetben. Fordította Zempléni P. Gyuláné. (155, 160 l.) 1904. 2.–
- 14. köt. Dauder Ernest. De Circé kisasszony. Regény. Fordította Isaák Márta. (151 l.) 1904. 1.–
- 15. köt. Malonyai Dezső. A tartodi medvehajtás. Regény. (137 l.) 1904. 1.–
- 16. köt. Blicher-Clausen J. Feri bácsi. Dán Regény. Fordította Isaák Márta. (160 l.) 1904. 1.–
- 17–18. köt. Pemberton. Kastély a tenger fenekén. Fordította Dóra. 2 kötet. (144, 150 l.) 1904. 2.–

### XX. évfolyam
- 1–2. köt. Bródy Sándor. Az ezüst kecske. 3. kiadás. 2 kötet. (144, 144 l.) 1902. 2.–
- 3. köt. Bródy Sándor. Két szőke asszony. 4. kiadás. (136 l.) 1902. 1.–
- 4. köt. Bródy Sándor. Árva leányok. Elbeszélések. (143 l.) 1902. 1.–
- 5–6. köt. Bródy Sándor. A nap lovagja. 2 kötet. (147, 150 l.) 1903. 2.–
- 7–8. köt. Bródy Sándor. Színészvér. 2 kötet. 4. kiadás. (144, 152 l.) 1903. 2.–
- 9. köt. Bródy Sánd. Erzsébet dajka és más cselédek. 5. kiadás. (151 l.) 1904. 1.–
- 10. köt. Bródy Sándor. Apró regények. 3. kiadás. (159 l.) 1904. 1.–
- 11. köt. Bródy Sándor. Egy rossz asszony természetrajza. (138 l.) 1905. 1.–
- 12. köt. Bródy Sándor. Királyidiliek. (172 l.) 1905. 1.–
- 13–14. köt. Bródy Sándor. Don Quixote kisasszony. 2 kötet. 4. kiadás. (160 l.) 1906. 2.–
- 15. köt. Bródy Sándor. Tündér Ilona. 3. kiadás. (144 l.) 1906. 1.–
- 16. köt. Bródy Sándor. Királyfi és koldusleány. Erkölcsrajz. 2. kiadás. (142 l.) 1906. 1.–
- 17. köt. Bródy Sándor. Regényalakok. (158 l.) 1906.- 1.–
- 18. köt. Bródy Sándor. A hercegkisasszony és más elbeszélések. (151 l.) 1908. 1.–

### XXI. évfolyam
- 1–3. köt. Ohnet György. A dicsőség útja. Regény. 3 kötet. (156, 140, 152 l.) 1904. 3.–
- 4–5. köt. –Almanach az 1905. évre. Szerkeszti Mikszáth Kálmán. (VII, 271 l.) 1904. 2.–
- 6–7. köt. Croker M. B. Balmaire kisasszony múltja. 2 kötet. 2.–
- 8–9. köt. Szikra. A fölfelé züllők. Regény. 2 kötet. (153, 159 l.) 2.–
- 10. köt. Gorkij Maxim. Három elbeszélés. Orosz eredetiből fordította Ambrozovics Dezső. (165 l.) 1905. 1.–
- 11. köt. Pekár Gyula. Delilah nyoszolyája és egyéb elbeszélések. (159 l.) 1905. 1.–
- 12. köt. Chantepleure Guy. Rózsaszínruhás lelkiismeret. Fordította Isaák Márta. (150 l.) 1905. 1.–
- 13–14. köt. Heimburg V. Öreg barátnőm. Fordította Sárosi Bella. 2 kötet. (140, 158 l.) 1905. 2.–
- 15–16. köt. Gaal Mózes. Hiúság. Regény. 2 kötet. (154, 176 l.) 1905. 2.–
- 17–18. köt. Boothby Guy. Doktor Nikola. 2 köt. (152, 148 l.) 1905. 2.–

### XXII. évfolyam
- 1–3. köt. Croker M. B. Jasra gyöngyök. 3 kötet. Fordította Novelly Riza. (142, 149, 136 l.) 1905. 3.–
- 4–5. kötet. Almanach az 1906. évre. Szerkeszti Mikszáth Kálmán. (276 l.) 1905. 2.–
- 6–7. köt. Coulevain. Pierre de. A diadalmas Éva. Regény. Fordította Isaák Márta. 2 kötet. (158, 160 l.) 1905. 2.–
- 8. köt. Bársony Istv. Szelek útján. Regényes történet. (175 l.) 1905. 1.–
- 9–10. köt. Legrande Charles. Egy házasság titka. Fordította Fái J. Béla. 2 kötet. (157 és 150 l.) 1906. 2.–
- 11. köt. Hegedüs Sándor, ifj. A rádzsa és más történetek. (156 l.) 1906. 1.–
- 12–13. köt. Pemberton M. A szépség doktora. 2 kötet. (152, 138 l.) 1906. 2.–
- 14–15. köt. Farkas Pál. Az imrefalvi leány. 2 köt. (143, 149 l.) 1906. 2.–
- 16. köt. Poradowszka M. Noemiért. (160 l.) 1906. 1.–
- 17. köt. Ritoók Emma. Egyenes úton – egyedül. Regény. Az »Uj Idők« pályázatán 2000 koronát nyert mű. (154 l.) 1906. 1.–
- 18. köt. Burton E. Stevenson. A Holladay-eset. Bűnügyi regény. Fordította Bródy Miksa. (168 l.) 1906. 1.–

### XXIII. évfolyam
- 1–3. köt. Thurston K. C. Chilcote képviselő. Regény. Fordította Gineverné Györy Ilona. 3 kötet. (144, 142, 143 l.) 1906. 3.–
- 4–5. kötet. Almanach az 1907. évre. Szerkeszti Mikszáth Kálmán. (294 l.) 1906. 2.–
- 6. köt. Wildenbruch E. Semiramis. Fordította Isaák Márta. (156 l.) 1906. 1.–
- 7–8. köt. Croker M. B. Barrington Dánia. Regény. Fordította Novelly R. 2 kötet. (168, 175 l.) 1907. 2.–
- 9. köt. Szikra. Enyém? A Kisfaludy-Társaság Lukács Krisztina-díjával jutalmazott regény. (152 l.) 1907. 1.–
- 10. köt. Carit Etlar. Vendetta. Dán regény. (157 l.) 1907. 1.–
- 11. köt. Scossa Dezső. Cruore Dives. Öt elbeszélés. (199 l.) 1907. 1.–
- 12–13. köt. Galytzin. A rubel. G. herceg regénye. 2 kötet. (150, 160 l.) 1907. 2.–
- 14. köt. Thury Zoltán. Az ember, aki hazaballagott. (155 l.) 1907. 1.–
- 15–16. kötet. Merriman, Henry Seton. A rózsaszínű levél. Fordította Zempléni P. Gyuláné. 2 kötet. (159, 168 l.) 1907. 2.–
- 17. köt. Benedek Elek. Bárányfelhők. (142 l.) 1907. 1.–
- 18. köt. Uchard Mario. Az ő védence. Regény. (156 l.) 1907. 1.–

### XXIV. évfolyam
- 1–3. köt. Caine Hall. A tékozló fiú. Regény 3 kötetben. Angolból fordította Martos Szilárdka. (142, 140, 155 l.) 1907. 3.–
- 4–5. kötet. Almanach az 1908. szökőévre. Szerkeszti Mikszáth Kálmán. (VI, 287 l.) 1907. 2.–
- 6–7. köt. Croker M. B. Női diplomata. Fordította Novelly Riza. 2 kötet. (152, 156 l.) 1907. 2.–
- 8. köt. Heltai Jenő. Nyári rege. Regény. (155 l.) 1907. 1.–
- 9–10. köt. Orczy Emma bárónő. A vörös Pimpernel. Regény. Angolból fordította Gineverné Győri Ilona. 2 kötet. (142, 160 l.) 1907. 2.–
- 11–12. köt. Loti Pierre. India az angolok nélkül. Fordította Novelly R. 2 kötet. (152, 157 l.) 1907. 2.–
- 13–16. köt. Werner Gyula. Forgách Simon. Rákóczi korabeli regény. 4 kötet. (159, 168, 142, 139 l.) 1907. 4.–
- 17. köt. Neera. Egy élet árán. Olaszból fordította Isaák Márta. (143 l.) 1907. 1.–
- 18. köt. Lengyel Laura. Egy leány. (157 l.) 1908. 1.–

### XXV. évfolyam
- 1–3. kötet. Caine Hall. Az örök város. Regény. Angolból fordította Balla Mihály. 3 kötet. (160, 144, 175 l.) 1908. 3.60
- 4–5. kötet. Almanach az 1909-ik évre. Szerkeszti Mikszáth Kálmán. (VII, 242 l.) 1908. 2.–
- 6. köt. Croker B. M. Ahol a boldogság terem. Angolból fordította Tábori Kornél. (162 l.) 1908. 1.20
- 7. köt. Bársony István. Titkos veszedelmek. (159 l.) 1909. 1.20
- 8. köt. Harland H. A biboros burnót-szelencéje. Fordította Novelly Riza. (154 l.) 1909. 1.20
- 9–10. köt. Orczy Emma bárónő. Megfizetek! Regény. Fordította Marczali Erzsi. 2 kötet. (141, 144 l.) 1909. 2.40
- 11. köt. Malonyay Dezső. A Csák nemzetség. Regény. (192 l.) 1909. 1.20
- 12. köt. Chantepleure, Guy de. Színlelt házasság. Fordította Novelly Riza. (152 l.) 1909. 1.20
- 13–14. kötet. Pemberton M. Vezércsillag. Regény. Fordította Martos Szilárdka. 2 kötet. (144, 159 l.) 1909. 2.40
- 15. köt. Zöldi Márton. A nagy bonvivant. Regény. (160 l.) 1909. 1.20
- 16. köt. Blicher-Clausen J. Erősebb az életnél. Fordította Sebetyén Ede. (160 l.) 1909. 1.20
- 17. köt. Legioner. Gyönge emberek. Regény. (141 l.) 1909. 1.20
- 18. köt. Eschstruth Natália. Tündérkirálynő. Fordította Sárosi Bella. (156 l.) 1909. 1.20

### XXVI. évfolyam
- 1–3. kötet. Caine Hall H. Th. A száműzött. Fordította Novelly Riza. 3 kötet. (144, 149, 143 l.) 1909. 3.60
- 4–5. kötet. Almanach az 1910. évre. Szerkeszti Mikszáth Kálmán. (X, 211 l.) 1909. 2.–
- 6. köt. Malling Matilda. Az első konzul regénye. Svédből fordít. Szász Zsomboré. (142 l.) 1909. 1.20
- 7–8. köt. Harding Davis Rich. Szerencse katonái. Regény. Fordította Mikes Lajos. 2 kötet. (152, 57 l.) 1910. 2.40
- 9–10. köt. Heltai Jenő. Madmazel és más elbeszélések. 2 kötet. (142, 143–254 l.) 1910. 2.40
- 11–12. köt. Croker B. M. Váratlanúl. Fordította Kéméndyné Novelly Riza.2 kötet. (176, 160 l.) 1910. 2.40
- 13. köt. Lovik Károly. A kertelő agár. Regény. (170 l.) 1910. 1.20
- 14–15. köt. Gréville Henry. A milliárdos. Fordította Tábori Kornél. 2 kött. (159, 157 l.) 1910. 2.40
- 16–17. köt. Szemere György. A madarasi király és más elbeszélések. 2 kötet. (1–145, 146–268 l.) 1910. 2.–
- 18. köt. Grath Mac Harold. A szerelem bolondja. Fordította Rózsa Géza. (159 l.) 1910. 1.20

### XXVII. évfolyam
- 1–3. kötet. Caine Hall. A vörös Jázon. Regény. Fordította Mikes Lajos. 3 kötet. (141, 143, 142 l.) 1910. 3.60
- 4–5. köt. Mikszáth-almanach az 1911. évre. Szerkeszti Herczeg Ferenc. (272 l.) 1910. 2.–
- 6–7. Croker B. M.: A hamupipőke. Ford.: Balla Mihály. 1911. 2 köt.
- 8. Berczik Árpád: Nyári feleség. 1911. 154 l.
- 9. Doyle Arthur Conan: Napoleon. Angolból ford.: Rózsa Géza. 1911. 157 l.
- 10. Krúdy Gyula: Andráscsik örököse. 1911. 159 l.
- 11–12. Haggard H. Rider: Hajnalcsillag. Angolból ford.: Pantl Kálmán. 1911. 2 köt.
- 13. Szikra: Judith. 1911. 158 l.
- 14. Lagerlöf Zelma: Szent Veronika zsebkendője. Ford.: Osváth Kálmán. 1911. 139 l.
- 15. Howard Bronson: A tenger aranya. Ford.: Kéméndyné Novelly R. 1911. 187 l.

### XXVIII. évfolyam
- 1–3. Danrit kapitány [Driant Emile Auguste Cyprien]: A levegő hajótöröttjei. 1911. 3 köt.
- 4–5. Mikszáth-almanach, 1912. évre. Szerk.: Herczeg Ferenc. 1911. 256 l.
- 6–7. Croker B. M.: Jogos büszkeség? Ford.: Kéméndyné Novelly Riza. 1911. 2 köt.
- 8. Színi Gyula: Egy sápadt asszony. 1911. 157 l.
- 9–10. Mann Thomas: Királyi fenség. Ford.: Bíró Lajos. 1911. 2 köt.
- 11. Bodkin Mc. Donnel: Beck Pál. Ford.: Balla Mihály. 1911. 188 l.
- 12. Croker: Asszony a bakon. Ford.: Kéméndyné Novelly Riza. 1911. 160 l.
- XXIX. 1–2. Ohnet György: Halál Bonapartera! Ford.: Sebestyén Károlyné. 1912. 2 köt.
- 3–4. Mikszáth-almanach, 1913. évre. Szerk.: Herczeg Ferenc. 1912. 304 l.
- 5–6. Croker B. M.: A bűnbak. Ford.: Kéméndyné Novelly Riza. 1913. 2 köt.
- 7–8. Ohnet György: A sas karmai. Ford.: Sebestyén Károlyné. 1913. 2 köt.
- 9. Schweriner Oscar T.: Lepecsételt parancs alatt. Ford.: Balla Ignác. 1912. 140 l.
- 10. Bársony István: A boszorkány. 1912. 158 l.

### XXX. évfolyam
- 1–3. Croker B. M.: Kevély Katalin. Ford.: Balla Mihály. 1914. 3 köt.
- 4–5. Mikszáth-almanach, 1914. Szerk.: Herczeg Ferenc. 1913. 264 l.
- 6–7. Chantepleure Guy: Az utas. Franciából ford.: Kéméndyné Novelly Riza. 1914. 2 köt.
- 8. Doyle A[rthur] Conan: Eltűnt világ. Angolból ford.: Sárosi Bella. 1914. 143 l.
- 9. Onoto Watana: A japán csalogány. 1914. 142 l.
- 10. Bársony István: Este. 1914. 159 l.
- 11–12. Glyn Elinor: A szfinx. 1914. 2 köt.

### XXXI. évfolyam
- 1–3. Ohnet György: Panin Szergiusz. Ford.: Fái J. Béla. 1914. 3 köt.
- 4–5. Mikszáth-almanach, 1915. Szerk.: Herczeg Ferenc. 91914. 264 l.
- 6–7. Haggard Rider: Ayesha visszatér. Angolból ford.: Esty Jánosné. 1914. 2 köt.
- 8–9. Howard G. Bronson: A rejtelmes sziget. Ford.: Kéméndyné Novelly Riza. 1914. 2 köt.
- 10–12. Crocker B. M.: A spanyol nyakék. Ford.: Karinthy Frigyes. 1914. 3 köt.

### XXXII. 1–3. évfolyam
- Werner E.: Szerencse fel! 1916. 3 köt.
- 4–5. Mikszáth-almanach, 1916. Szerk.: Herczeg Ferenc. 1915. 264 l.
- 6. Glyn Elinor. Három hét. Ford.: Balla Ignác. 1916. 142 l.
- 7. Vollquartz Ingelborg: Az ezredes úr leányai. Ford.: Balla Ignác. 1916. 142 l.
- 8–10. Croker M. B.: Az ő családja. Ford.: Kéméndyné Novelly Riza. 1916. 3 köt.
- 11. Gunkel Christiana: Otthon nélkül. Ford.: Balla Ignác. 1916. 144 l.
- 12. Bruun Laurids: Az ígéret szigete. Van Zanten naplójegyzeteiből. Ford.: Kulinyi Ernő. 1916. 157 l.

### XXXIII. évfolyam
- 1–3. Eschtruth N.: Udvari levegő. Ford.: Kéméndyné Novelly Riza. 1917. 3 köt.
- 4–5. Mikszáth-almanach, 1917. Szerk.: Herczeg Ferenc. 1916. 248 l.
- 6–7. Glyn Elinor: Ő tudja miért. Angolból ford.: Gerely Jolán. 1917. 2 köt.
- 8–10. Croker B. M.: A falu szépe. Ford.: Kéméndyné Novelly Riza. 1917. 3 köt.
- 11–12. Adlersfeld-Ballestrem E. v.: A zöld pompadour. Ford.: Kéméndyné Novelly Riza. 1917. 2 köt.

### XXXIV. évfolyam
- 1–3. Croker B. M.: Az erdő gyermekei. Ford.: Balla Mihály. 1918. 3 köt.
- 4–5. Mikszáth-almanach, 1918. Szerk.: Herczeg Ferenc. 1917. 254 l.

### XXXV–XXXVII. évfolyam
- [számozatlan]. Mikszáth-almanach, 1919–21. Szerk.: Herczeg Ferenc. 1918–20. 3 köt.

### Évfolyamjelzés nélküli számozatlan kötetek
- - [1] Aram Kurt: Az amerikai rokon. 1916. 2 köt.
  - [2] Kummer F. A.: A zöld bálvány. 1916. 127 l.
  - [3] Neera: Égi és földi szerelem. Olaszból ford.: Balla Ignác. 1914. 168 l.